# Enaer T-35 Pillán

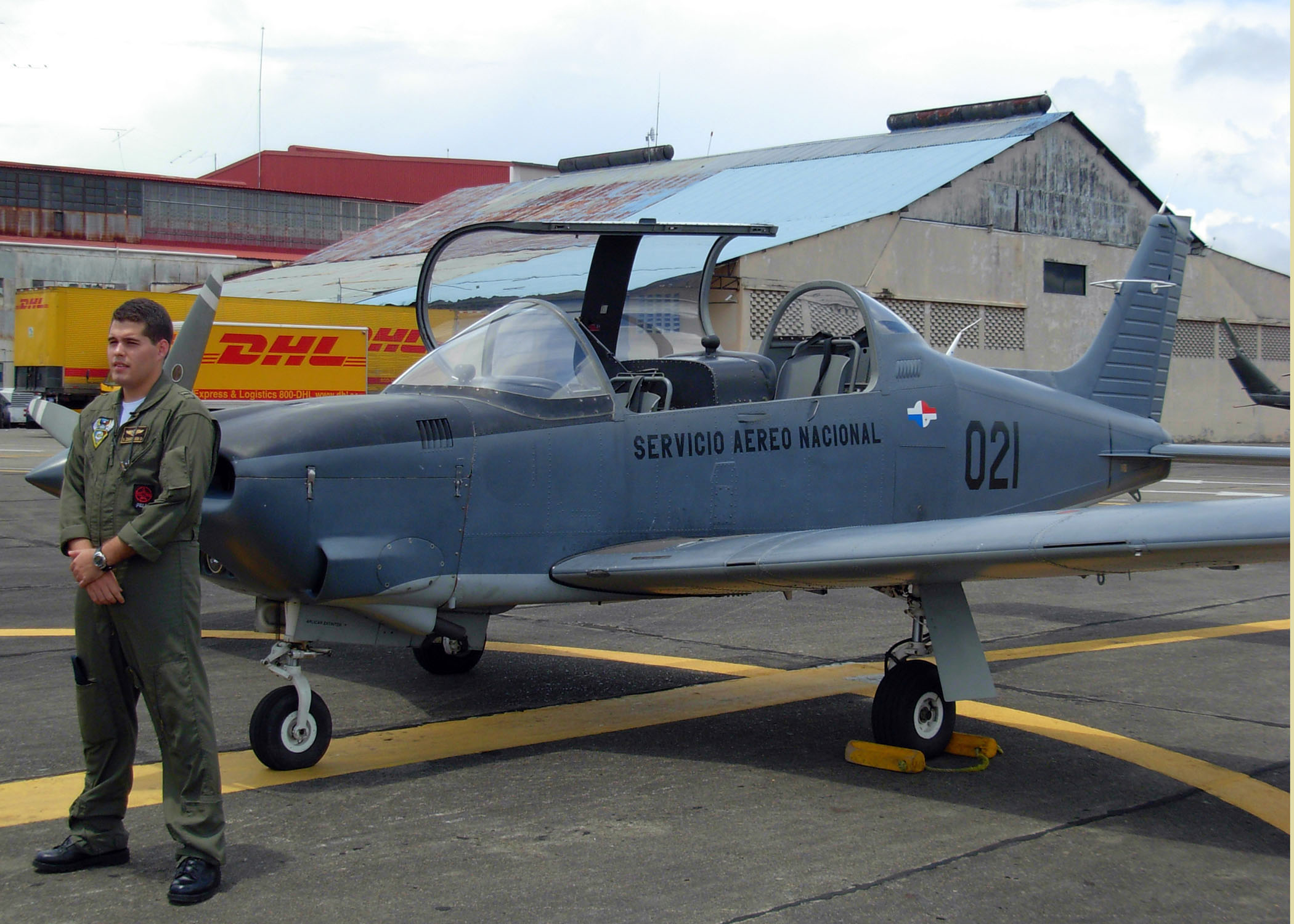
T-35 Pillán der panamaischen Luftwaffe (2007)

Die Enaer T-35 Pillán ist ein einmotoriges Trainingsflugzeug des chilenischen Flugzeugherstellers ENAER.

## Geschichte
1981, noch vor der eigentlichen Gründung der ENAER, hatte man die Entwicklung dieses militärischen Trainingsflugzeugs für die chilenische Luftwaffe (FACh) bei IndAer, einer 1980 gegründeten Organisation der Luftwaffe, abgeschlossen. Ziel war ein kleiner und sehr wendiger einmotoriger Trainer, der auch kunstflugtauglich sein sollte. Die T-35 wurde zweisitzig ausgelegt.
Die T-35 Pillán wurde hauptsächlich zur Anfangs- und Instrumentenschulung konzipiert. Schnell stellte sich heraus, dass die T-35 ihre Anforderungen in exzellenter Weise erfüllte und dass sich das Flugzeug in Südamerika und Spanien sehr gut verkaufen ließ.
Nach Gründung der ENAER 1984 begann man ab 1985 mit dem Export von 41 Bausätzen T-35C an die spanische Luftwaffe, die das Muster als „E.26 Tamiz“ bezeichnet. Die Maschinen wurden bei CASA montiert. Die Enaer T-35 Pillán war ein sehr erfolgreiches Exportmodell und wurde bis 1991 in viele süd- und mittelamerikanische Länder exportiert. Zu diesen Ländern gehören unter anderem Ecuador, El Salvador, Guatemala, Panama, Paraguay und die Dominikanische Republik.
Die chilenische Luftwaffe ersetzte ihre alten Ausbildungsflugzeuge Beechcraft T-34 Mentor durch die moderneren Enaer T-35 Pillán. Die Auslieferung an die Luftwaffe wurde 1990 abgeschlossen.

## Militärische Nutzer

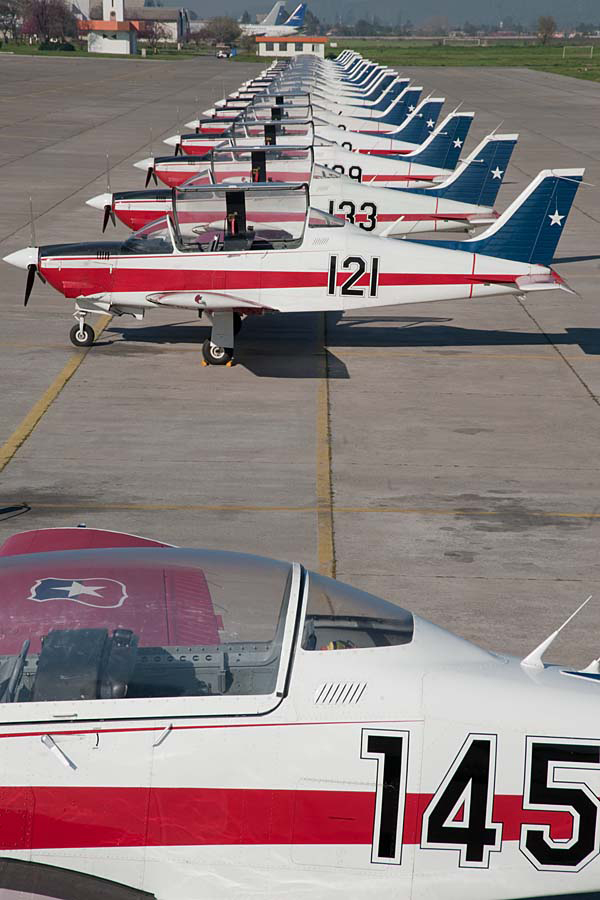
Escuadron Aereo Fuerza Aerea De Chile

- Chile: 19[2]
- Dominikanische Republik: 5[2]
- Ecuador: 4[2]
- El Salvador: 5[2]
- Guatemala: 4[2]
- Panama: 6[2]
- Paraguay: 11[2]
- Spanien: 41[2]

## Technische Daten
| Kenngröße             | Daten                                   |
| --------------------- | --------------------------------------- |
| Besatzung             | 2                                       |
| Länge                 | 7,97 m                                  |
| Spannweite            | 8,81 m                                  |
| Höhe                  | 2,34 m                                  |
| Flügelfläche          | 13,64 m²                                |
| Flügelstreckung       | 5,7                                     |
| Leermasse             | 833 kg                                  |
| max. Startmasse       | 1315 kg                                 |
| Reisegeschwindigkeit  | 266 km/h                                |
| Höchstgeschwindigkeit | 311 km/h                                |
| Dienstgipfelhöhe      | 5820 m                                  |
| Reichweite            | 1204 km                                 |
| Triebwerke            | 1 × Boxermotor Avco Lycoming O-540-K1K5 |